# Nicola Colonna di Stigliano

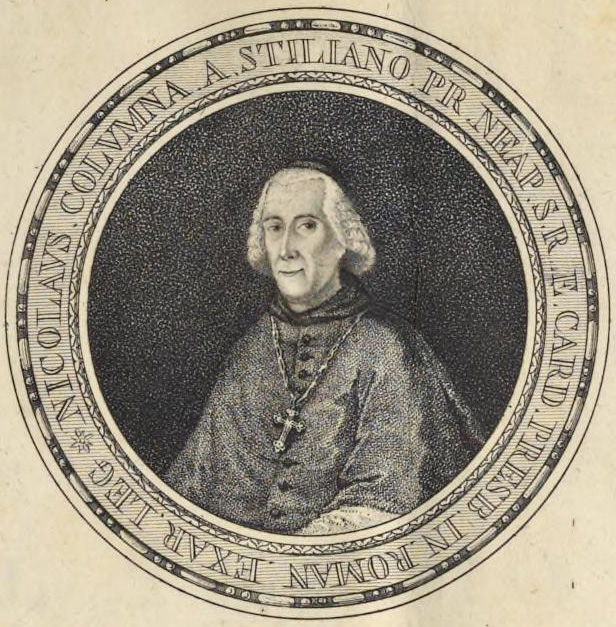

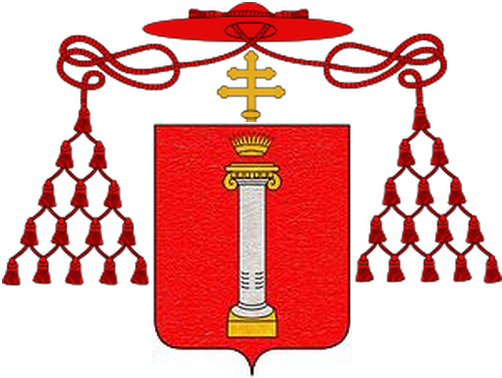
Wappen

Nicola Colonna di Stigliano (* 15. Juli 1730 in Neapel; † 30. März 1796 in Savignano di Romagna) war ein italienischer Kardinal.

## Leben
Nicola Colonna di Stigliano wurde am 15. Juli 1730 in Neapel als viertes von sieben Kindern von Ferdinando Colonna di Stigliano, II. Fürst von Sonnino, und dessen Frau Luigia Caracciolo, aus der Familie der Fürsten von Santobuono und Herzöge von Bagnara, geboren. Seine Geschwister waren Marcantonio (Vizekönig von Sizilien im Jahr 1774), Giuliano, Felice, Lorenzo Filippo, Margherita und Costanza. Er war der Großneffe von Kardinal Prospero Colonna und Neffe von Kardinal Giovanni Costanzo Caracciolo.
Nach Abschluss seines Studiums an der Sapienza-Universität in Rom, wo er am 13. April 1752 einen Doktortitel in utroque iure erlangte, wurde er am 6. Juli 1752 zum Referendar des Tribunals der Apostolischen Signatur und dann zum Apostolischen Protonotar, Teilnehmer und Relator der Sacra Congregazione della Consulta ernannt. Von 1753 bis 1759 war er Vizelegat in Ferrara und residierte aufgrund von Unvereinbarkeiten mit dem Kardinallegaten Giovanni Francesco Banchieri in Bologna. Ab 1756 war er Kleriker der Apostolischen Kammer und wurde 1761 ihr Präses. Ab 1768 war er Präfekt des Archivs, dann Vikar des Kollegiums San Lorenzo in Damaso in Rom und Primicerius der Kirche Santo Spirito. Am 6. April 1776 wurde er zum Subdiakon geweiht und zwei Tage später zum Diakon.
Am 9. April 1776 wurde er zum Priester geweiht und am 20. Mai 1776 ernannte der Papst ihn zum Titularerzbischof von Sebastea. Die Weihe erfolgte am 28. Mai in der Kathedrale von Frascati durch Kardinal Henry Benedict Stuart, Kardinalbischof dieser Diözese und Duke of York. Mitkonsekratoren waren Orazio Mattei, Titularerzbischof von Colossae, und Stefano Evodio Assemani, Titularerzbischof von Apamea. Am 7. Juni 1776 wurde er zum Apostolischen Nuntius in Spanien ernannt. Am 14. September 1776 kam er in Madrid an und behielt sein Amt bis zum 13. September 1785, als sein Nachfolger Ippolito Vincenti Mereri, Titularerzbischof von Corinto, eintraf. Während dieser Jahre am spanischen Hof genoss er große Pfründen, die ihm von König Karl III. gewährt wurden, der ihn sehr schätzte.
Papst Pius VI. erhob ihn im Konsistorium vom 14. Februar 1785 zum Kardinal. Das rote Birett sandte der Papst ihn mit einem apostolischen Schreiben vom 25. Februar 1785 nach Madrid, das Msgr. Marino Carafa in seiner Eigenschaft als päpstlicher Legat überbracht. Die feierliche Zeremonie der Auferlegung des Kardinalshutes durch den Herrscher Karl III. fand in Anwesenheit des gesamten spanischen Königshofes, der königlichen Familie und der Botschafter Frankreichs und des Königreichs Neapel statt. Am 18. Mai 1786 erhielt er in Rom offiziell den Kardinalshut, verbunden mit der Titelkirche Santo Stefano al Monte Celio. Diese nahm er am 24. Juli 1786 in Besitz. Er war in den Kongregationen Propaganda Fide, Sacred Consulta, der Bischöfe und Regularen und wurde am 24. Juli 1786 für eine Amtszeit von drei Jahren zum päpstlichen Legaten in der Romagna ernannt. Am darauffolgenden 22. Dezember 1786 trat er sein Amt feierlich an. 1789 wurde sein Amt um weitere drei Jahre verlängert und 1795 endete sein Legatenamt.
Er starb am 30. März 1796 in Savignano di Romagna, wohin er sich zurückgezogen hatte. Zuerst wurde er im Kolleg von Savignano begraben. Später wurde der Leichnam nach Rom überführt und in der Geburtskapelle der Basilika Santa Maria Maggiore beigesetzt.